# Exorista bergi
Exorista bergi là một loài ruồi trong họ Tachinidae.